# Stubbensprengung
Stubbensprengung bezeichnet die Sprengung eines Stubbens, also eines Baumstumpfes bzw. einer Baumwurzel, mit einer Sprengladung, um diesen zu entfernen.

## Arten
Der Sprengstoff (häufig wird Gelatinöser Sprengstoff, pulverförmiger Sprengstoff oder Emulsionssprengstoffe verwendet) wird meist in Bohrlöcher in oder unter den Stubben eingebracht. Dazu werden, je nach Größe des Stubbens, einige Bohrlöcher in das Holz gebohrt und mit Sprengladungen versehen. Ziel hierbei ist es, den Stubben so weit zu zerkleinern, dass eine manuelle Entfernung möglich ist.
Eine weitere Möglichkeit liegt in der Sprengung des Stubbens durch Bohrlöcher, die in den Erdboden direkt unter die Wurzel getrieben werden. Ebenfalls besteht die Möglichkeit, nur ein Bohrloch einzubringen und durch Zünden einer kleineren Sprengstoffmenge den Platz für das nachträgliche Einbringen größerer Sprengstoffmengen vorzubereiten („Vorkesseln“). Die dort gezündeten Sprengladungen heben den Stubben und lockern das Erdreich oder werfen dieses aus.

## Anwendung
Das Stubbensprengen erfolgt heutzutage nur noch an schwer zugänglichen Stellen, z. B. Felsabhängen. Meistens werden Stubben heute mit Baumaschinen, wie Baggern, Radladern oder mit einer Stubbenfräse entfernt. Ein Problem ist zudem das Abschätzen der richtigen Sprengstoffmenge. Ein Überschätzen kann heftigen Splitterflug verursachen, so dass der Absperrbereich entsprechend erhöht werden muss. Dies ist nicht immer möglich.